# Adelina Engman
Adelina Viktoria Engman (Mariehamn, 11 ottobre 1994) è una calciatrice finlandese, attaccante del Como, in prestito dal Brommapojkarna e della nazionale finlandese.
Con l'Åland United si è laureata due volte Campione di Finlandia, nel 2009 e 2013.

## Carriera

### Club
Adelina Viktoria Engman si appassiona al calcio fin da giovanissima, giocando inizialmente per l'IFK Mariehamn, sezione di calcio femminile della società con sede nella città natia, nelle isole Åland.
Nel 2009 si trasferisce all'Åland United, con il quale fa il suo debutto in Naisten Liiga, livello di vertice del campionato finlandese. Nella sua stagione d'esordio condivide con le compagne il primo posto in campionato e il primo importante titolo per la società con sede a Lemland. Resta legata al per cinque stagioni, conquistando un secondo titolo nazionale al termine del campionato 2013 e superando le 100 presenze in quello successivo.

### Nazionale
Engman inizia ad essere convocata dalla federazione calcistica della Finlandia (Suomen Palloliitto - SPL/FBF) fin dal 2009, vestendo inizialmente la maglia della formazione Under-17 impegnata nelle qualificazioni all'Europeo 2010, facendo il suo debutto il 15 settembre di quell'anno nell'incontro in cui la sua nazionale si impone per 7-0 sulle pari età dell'Estonia.

## Palmarès

### Club
- Campionato finlandese: 2

Åland United: 2009, 2013
- Campionato inglese: 1

Chelsea: 2019-2020
- Campionato svedese: 1

Hammarby: 2023